# Широчкин, Геннадий Иванович
Генна́дий Ива́нович Широчкин (4 апреля 1937, Дмитров, Московская область — 21 апреля 1991, Самара) — советский футболист, нападающий.

## Биография

### Карьера
С 1958 по 1962 играл за куйбышевские «Крылья Советов», в высшей лиге провёл 27 игр и забил 4 мяча. В 1963 году оказался в Горьком, где играл в первой лиге за клуб «Ракета», который в том же году объединился с местным «Торпедо» в клуб «Волга». За «Волгу» Широчкин провёл 4 игры. В 1964—1965 играл во второй лиге за ижевский «Зенит». В нём он становился самым результативным игроком года.
После начал работать тренером, тренировал юношей в куйбышевском «Восходе». Воспитал ряд известных игроков: Александра Куприянова, Анатолия Фетисова, Владимира Кузнецова. С юношеской командой занял 4-е место на первенстве СССР, став чемпионом РСФСР. Последние годы работал тренером на стадионе «Орбита».

### Личная жизнь
Отец — Иван Фёдорович, мать — Мария Кузьминична.
Имел пять братьев (Владимира, Виктора, Александра, Бориса и Анатолия) и сестру (Нину).
Владимир стал генералом юстиции, до ухода на пенсию занимал пост председателя городского суда в Жигулёвске.
Виктор и Александр были футболистами, но профессионалами не стали, хотя Александр был результативным нападающим в команде «Восход».
Борис и Анатолий играли в командах класса «Б» и в дубле «Крыльев Советов» и стали футбольными тренерами.